# Phelsuma breviceps
Espèce
Statut de conservation UICN

 VU B1ab(iii) : Vulnérable
Statut CITES
Phelsuma breviceps est une espèce de geckos de la famille des Gekkonidae.

## Répartition
Cette espèce est endémique de la région d'Atsimo-Andrefana à Madagascar.

## Habitat
Contrairement à la plupart des membres de ce genre, cette espèce vit dans des milieux relativement secs. Les journées sont chaudes, voire très chaudes, et la température chute fortement la nuit, aux alentours de 15-16 °C.

## Description
Ce gecko mesure jusqu'à 110 mm, sa couleur de base est vert clair, avec des points bleu clair et gris sombre.

## Alimentation
Ce sont des geckos insectivores qui consomment comme les autres membres de ce genre des aliments à base de fruit.

## Étymologie
Le nom de cette espèce vient du latin brevis, court, et de ceps, dérivé de caput, la tête, en référence à l'aspect de cette espèce.

## Publication originale
- Boettger, 1894 : Diagnosen eines Geckos und eines Chamaeleons aus Süd-Madagascar. Zoologischer Anzeiger, vol. 17, p. 137-140 (texte intégral)